# Megascops cooperi
El autillo pacífico, autillo de manglar, lechucita sabanera, tecolotito sabanero o tecolote de Cooper (Megascops cooperi) es una especie de ave de presa nocturna que pertenece a la familia Strigidae. Es nativo de América Central.

## Descripción
Alcanza una longitud de 25 cm y un peso de 145 a 170 gramos. El velo facial es de color gris claro con anillos oscuros bordeados de plumas de color blanco y marrón. La parte superior es marrón-gris con manchas oscuras. Las alas están bordeadas de blanco. La parte inferior es de color crema. Las piernas son completamente emplumadas. El iris es de color amarillo. El pico es de color amarillo verdoso con un punto de color crema. Las aves jóvenes son de color gris, beige en la parte superior y crema en la parte inferior. El pecho es de color canela con un dibujo oscuro.

## Distribución y hábitat
Es nativo de la costa del Pacífico de Costa Rica, El Salvador, Guatemala, Honduras, México, y Nicaragua. Su hábitat natural se conforma de bosques subtropicales y tropicales secos y húmedos, y bosques de manglares, en un rango altitudinal que oscila entre el nivel del mar hasta 1000 m s. n. m.

## Comportamiento
Es un ave estrictamente nocturno. Se alimenta de insectos largos (como polillas, escarabajos, escorpiones), y ocasionalmente un pequeño roedor.

## Subespecies
Hay dos subespecies reconocidas, incluyendo la subespecie nominal:
- Megascops cooperi cooperi (Ridgway, 1878)
- Megascops cooperi lambi (R. T. Moore & J. T. Marshall, 1959)